# مصموطة
المصموطة هي أكلة شعبية يختص بها مناطق جنوب العراق، وهذهِ الأكلة الصيفية عبارة عن مرقة من سمك مجفف، تؤكل عادة في عيد الفطر.

## كيفية تحضيرها
يجفف السمك تحت أشعة الشمس لمدة اسبوع أو أكثر تقريبا ليفقد دهنهِ، ثم ينقع السمك المجفف في الماء ويقشر وينظف، كما يحمّر البصل حتى يصبح لونه بنيّ فاتح، يضاف السمك إليه ويحرّك، يُخرَجُ السمك وتوضع الطماطم فوق البصل وتهرس معه، يُعاد وضع السمك من جديد ويمزج مع البصل والطماطم، تضاف اليه البهارات ويضاف الليمون العماني على شكل حبّات، يمكن أيضا إضافة حبّات من الثوم حسب الرغبة، تضاف إليهِ البامية ويحرك قليلاً ثم يضاف إليه الماء ويُترك لينضُج. ثم يقدم بشكل ثريد مع الرطب والليمون الأخضر والبصل الأبيض.